# Pinky Pinkerton
Percival "Pinky" Pinkerton è un personaggio dei fumetti creato da Stan Lee (testi) e Jack Kirby (disegni), pubblicato dalla Marvel Comics. La sua prima apparizione avviene in Sgt. Fury and his Howling Commandos (vol. 1) n. 8 (luglio 1964).
Pinky è un soldato dell'esercito britannico unitosi agli Howling Commandos per sostituire "Junior" Juniper, morto nello svolgimento di una missione. La sua caratteristica distintiva è servirsi di un ombrello come arma impropria in aggiunta al mitragliatore Thompson.

## Biografia del personaggio
Nato a Londra, Inghilterra, Pinky discende da una famiglia dalla centenaria tradizione militare i cui antenati hanno combattuto a Valley Forge, a Waterloo e nella prima guerra mondiale. Al fine di onorare tale tradizione il ragazzo frequenta le migliori academie militari del Regno Unito ma, dopo un po', diviene annoiato da quel genere di vita e inizia a passare il suo tempo tra le feste e le donne finendo col venire espulso al contrario del fratello, che diviene tenente colonnello. Vergognandosi per aver deluso i genitori, Pinky si allontana dalla famiglia finché, con lo scoppio della Seconda Guerra Mondiale, intravede una nuova occasione di renderli fieri di lui e si arruola venendo assegnato agli Howling Commandos di Nick Fury, rimasti con un uomo in meno dopo la dipartita di "Junior" Juniper. Sebbene inizialmente i commilitoni fossero scettici ad ammetterlo tra le loro file, successivamente Pinky dà prova del suo valore e stringe una profonda amicizia con tutti loro, in particolare Dum Dum Dugan.
Terminato il conflitto presta nuovamente servizio sotto Fury durante la guerra di Corea, venendo promosso sergente e, in seguito, torna in patria divenendo gestore di un Playboy Club nella città natia.
Dopo l'affare Deltite si unisce brevemente allo S.H.I.E.L.D. su richiesta del vecchio amico Nick Fury per poi ritirarsi a vita privata e, diversi anni dopo, morì di cancro con il solo Dum Dum Dugan presente al suo cappezzale.

## Fonti d'ispirazione
Stando a quanto dichiarato da Dick Ayers Pinky è basato sul personaggio di David Niven ne I cannoni di Navarone, nonché su John Steed, protagonista di Agente speciale per il suo tratto distintivo di servirsi di un ombrello come arma. Il personaggio porta inoltre lo stemma del Reggimento Essex sulla propria uniforme, implicando abbia preso parte alla campagna della Birmania, in cui i suddetti combatterono coi Chindits. A ridosso dell'immagine da donnaiolo sempre data al personaggio inoltre, in un'intervista Stan Lee ha rivelato che, sebbene mai dichiarato esplicitamente, Pinky sia gay.

## Altri media
- Pinkerton compare nell'incarnazione degli Howling Commandos vista in Avengers - I più potenti eroi della Terra.
- Pinky Pinkerton, interpretato da Richard Short, compare nella serie televisiva Agent Carter[10]. In tale versione, egli è un soldato britannico che, dopo la guerra, si arruola nella seconda formazione di Howling Commandos, capitanata da Dum Dum Dugan.